# Rawajaya
Rawajaya falu Indonéziában, a Közép-Jáva tartományban, a Cilacap kormányzóságban, a Bantarsari kerületben. Rawajaya irányítószáma 53281, tengerszint feletti magassága 47 méter.